# Klakah Kasian
Klakah Kasian is een bestuurslaag in het regentschap Pati van de provincie Midden-Java, Indonesië. Klakah Kasian telt 6939 inwoners (volkstelling 2010).